# Conjunto finito
Intuitivamente, um conjunto é finito quando é possível contar seus elementos e a contagem termina.
Usualmente, diz-se em teoria dos conjuntos que um conjunto X é finito se é vazio ou existe um número natural n tal que X seja bijetivo com {1, ..., n}, ou seja, além de n é preciso que exista uma função injetiva e sobrejetiva com domínio X e contradomínio {1, ..., n}.
Esta definição tem o problema de utilizar o conceito de número natural. Uma definição alternativa, devido a Richard Dedekind, é que um conjunto X é finito se não existe um subconjunto próprio {\displaystyle Y\subset X\,} e uma função bijetiva {\displaystyle f:X\to Y\,}. Um conjunto que é finito segundo esta definição é chamado de Dedekind-finito (e um conjunto que tem um subconjunto próprio de mesma cardinalidade é chamado de Dedekind-infinito).

## Caracterizações dos conjuntos finitos
- Pode-se mostrar que todo número natural é Dedekind-finito. Com isto, prova-se que todo conjunto finito é Dedekind-finito.
- A recíproca, porém, é mais complicada. Para demonstrar que todo conjunto Dedekind-finito é finito, é preciso utilizar o axioma da escolha[1].